# Sol de Mañana

Le Sol de Mañana, toponyme espagnol signifiant littéralement en français « Soleil du matin », est une zone désertique qui s'étend sur environ 10 km2, située dans la province de Sud Lípez du département de Potosí, en Bolivie. Ce champ de geysers se trouve plus précisément au sud de la laguna Colorada, sur la route conduisant au salar de Chalviri, à l'intérieur de la réserve nationale de faune andine Eduardo Avaroa et à une altitude comprise entre 4 800 m et 5 000 m.
La zone est caractérisée par une importante activité géothermique avec de nombreux geysers, fumerolles et mares de boue. Les fumerolles et les geysers émettent des jets de vapeur et d'eau chaude à une hauteur comprise entre 10 et 50 m. Ces phénomènes font que la zone parait ressembler à ce que furent les premiers âges de la Terre lors de sa formation d'où le nom du site.
À environ 15 km au Sud-Est, des bassins de type « piscine thermale » ont été aménagés, qui permettent aux nombreux touristes visitant les lieux de se baigner dans des eaux dont la température avoisine les 40 °C. Ces bassins sont regroupés sous le nom de Termas de Polques.

## Galerie

Vue générale.
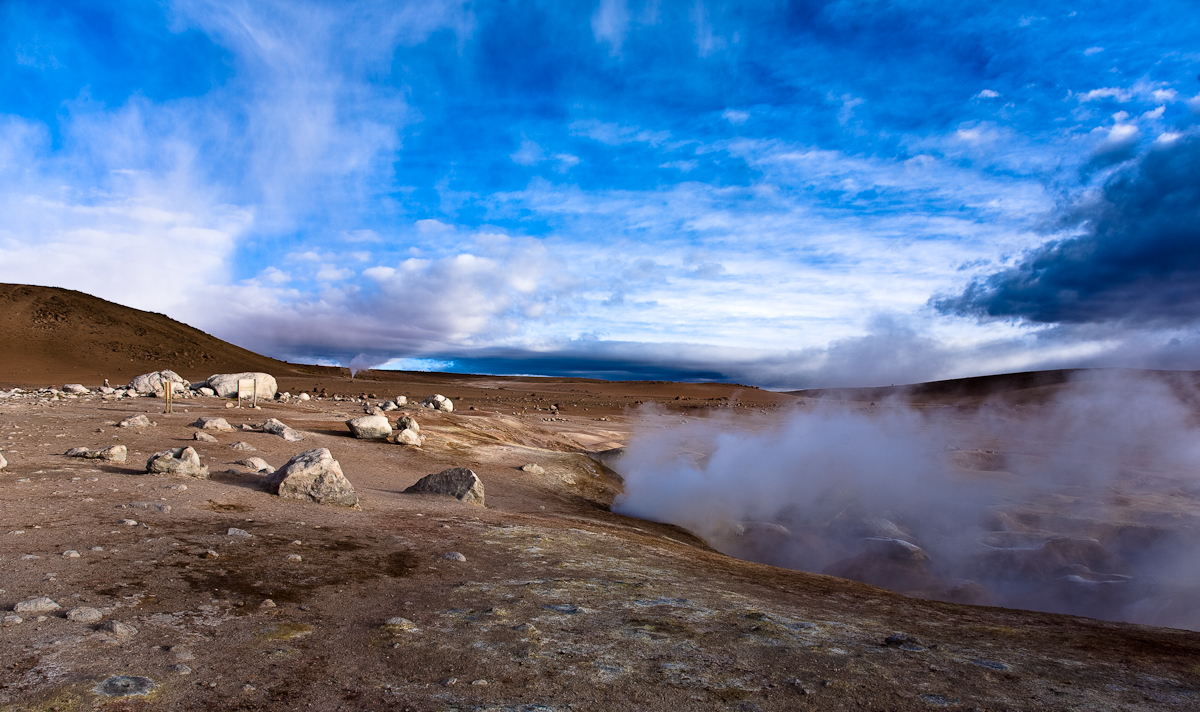
Geyser.
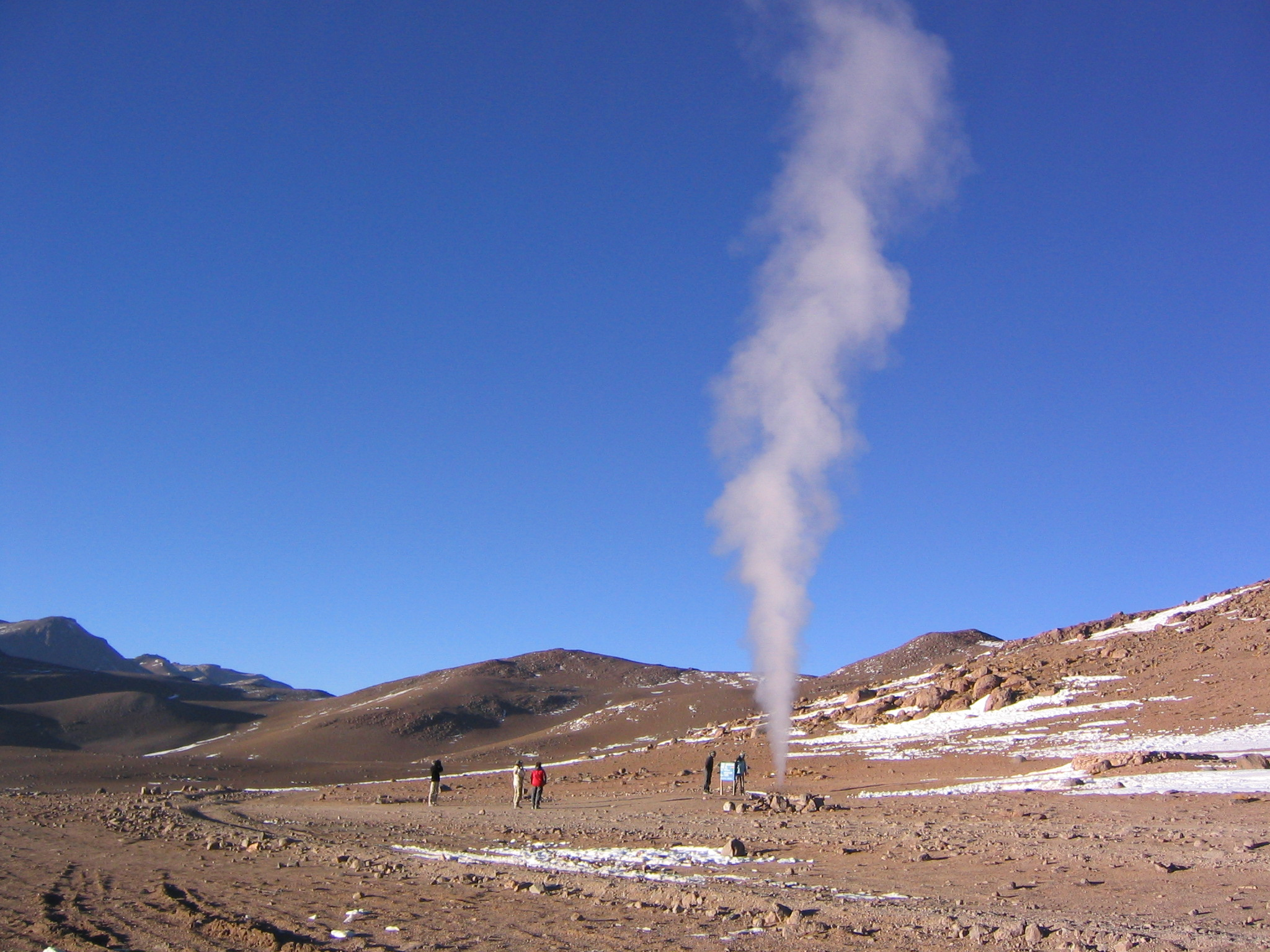
Geyser.
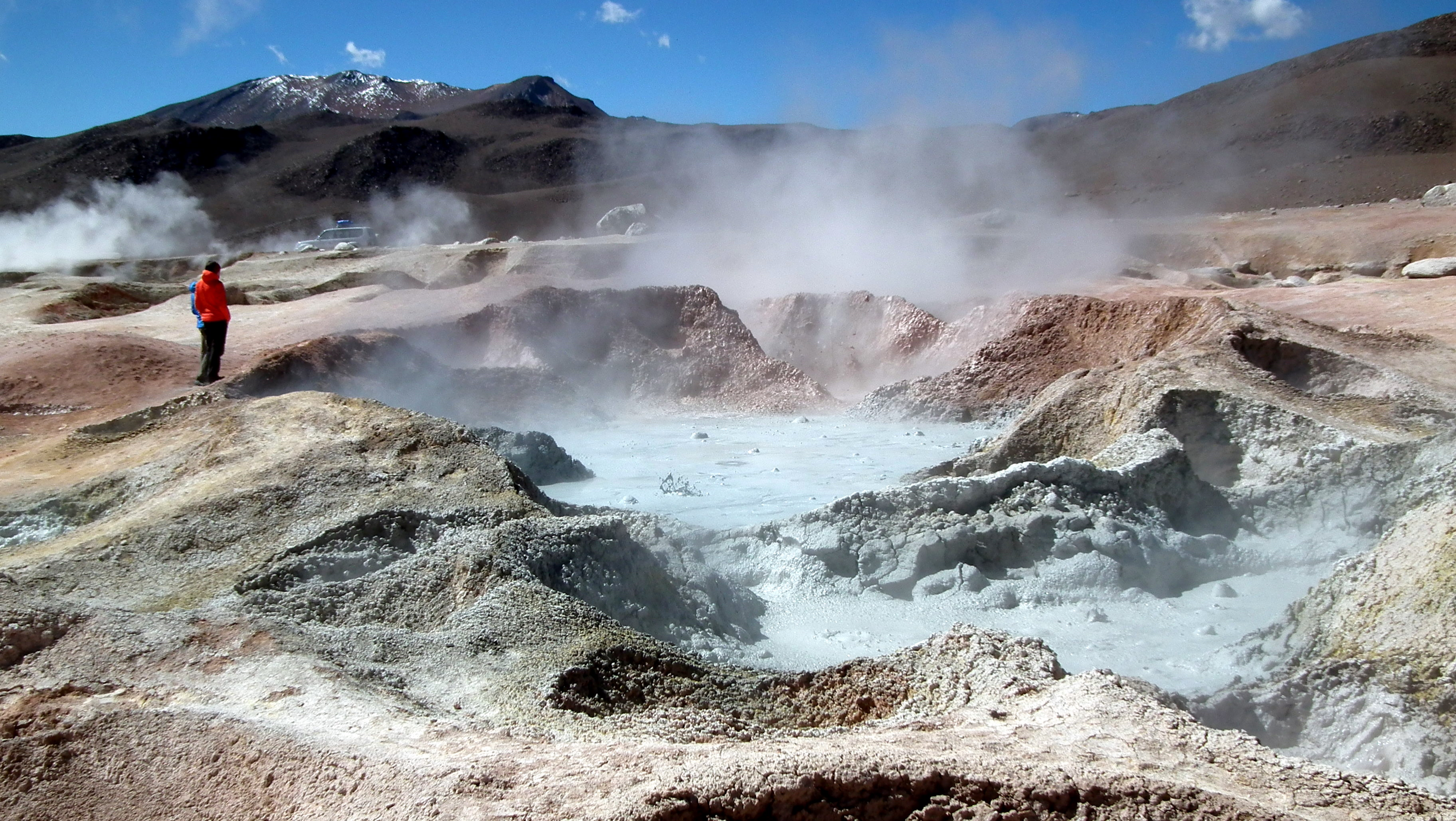
Mares de boue.
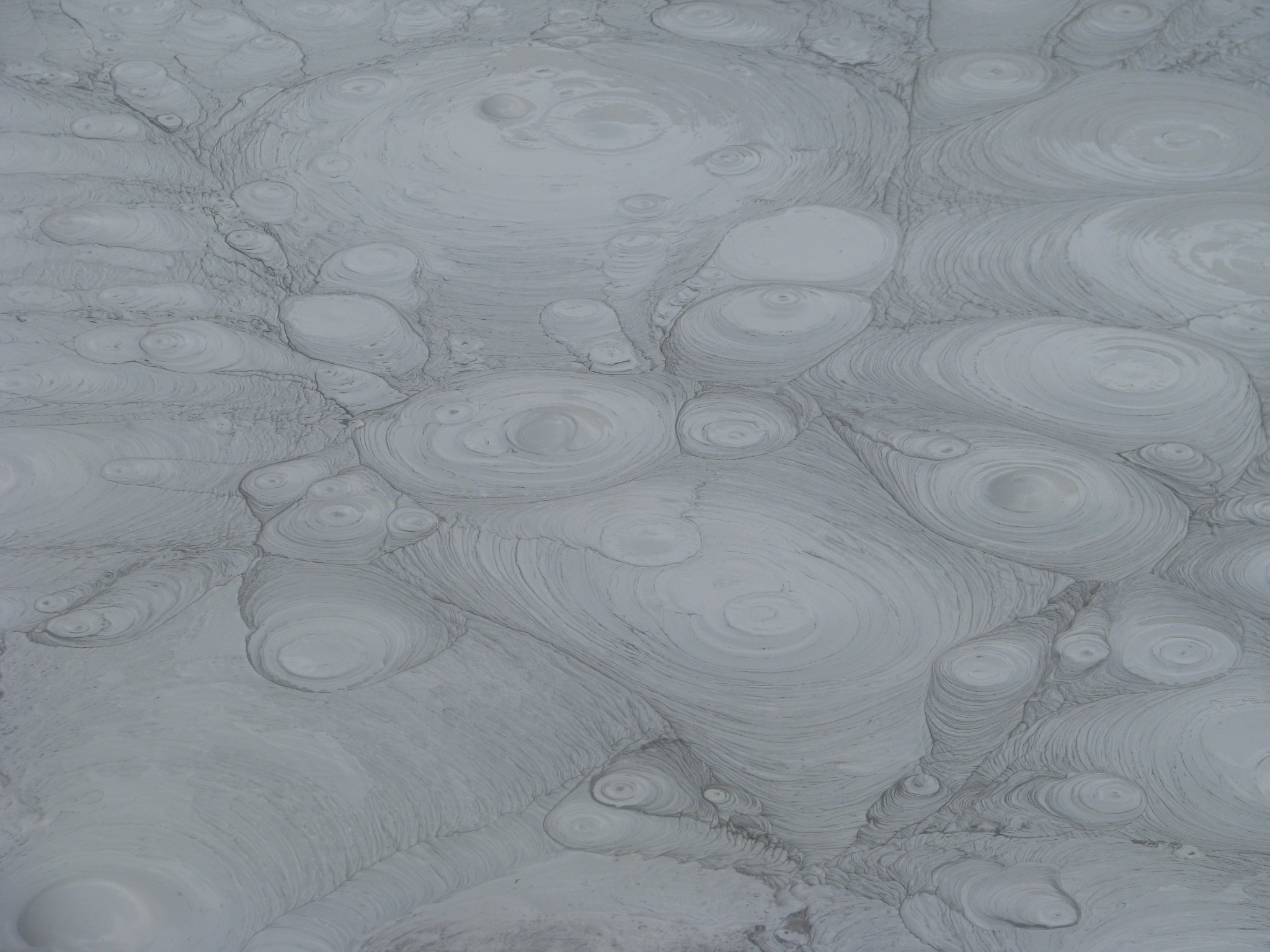
Mare de boue.
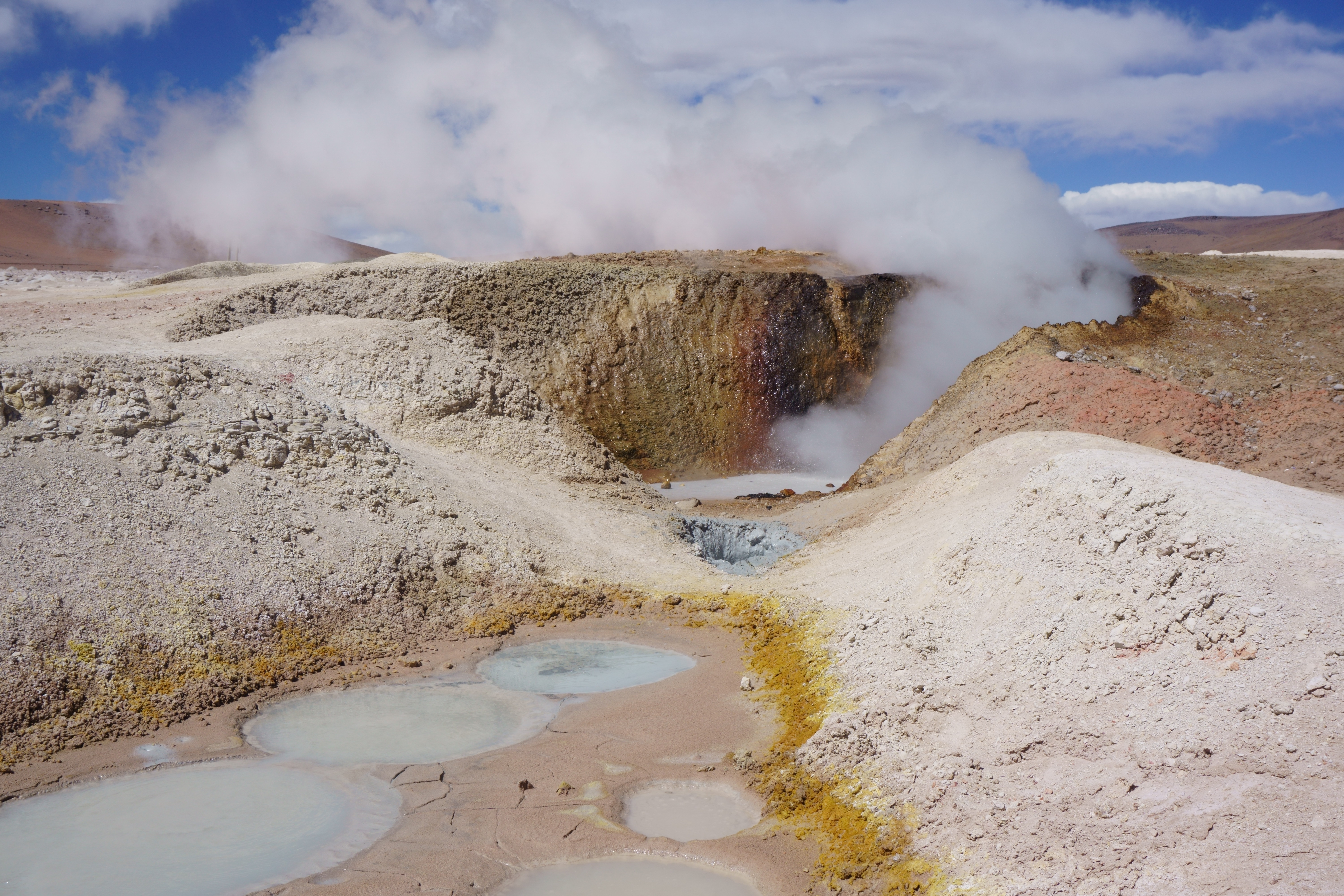
Mare de boue.